# میدانک (کمیجان)
میدانکروستایی است از توابع شهرستان کمیجان در استان مرکزی. این روستا در دهستان وفس در بخش مرکزی این شهرستان قرار دارد.

## مشخصات منطقه‌ای
روستای میدانک طبق تقسیمات اخیر کشوری، ازتوابع دهستان وفس و بخش مرکزی شهرستان کمیجان می‌باشد. این روستا بامختصات جغرافیایی ۳۴ درجه و ۴۲ دقیقه طول شرقی و ۴۸ درجه و ۵۱ دقیقه عرض شمالی در شمال غربی استان مرکزی قراردارد. فاصله روستای میدانک تا مرکز شهرستان ۵۷ کیلومتر می‌باشد.

## جمعیت
طبق سرشماری مرکز آمار ایران، جمعیت میدانک در سال ۱۳۸۵ برابر با ۳۶۱ نفر بوده است. این روستا ۸۵ خانوار دارد.